# Ayten Amer
Ayten Amer é uma atriz egípcia.

## Biografia
Samar Ahmed Abd El Ghaffar Amer nasceu a 22 de novembro de 1986 em Alexandria, Egito. É irmã da atriz Wafaa Amer e tem uma filha, Ayten Ezzelarab.

## Carreira
Amer mudou-se para Cairo quando tinha 4 anos. Mais tarde estudou atuação e direção e trabalhou como modelo, o que a ajudou a superar seu medo da câmara. O seu primeiro papel importante foi em Hadret El Motaham Aby (Mr. Guilty is My Father), com Nour El Sherif.

## Filmografia
- Sukkar Mor
- Elleila Elkebira
- Zana'et Settat
- Salem Abu Okhto
- Betawqit Elqahera
- Cart Memory
- Ala Gothety
- Harag Nosotros Marag[1]
- Hasal Kh'eer
- Sa3un nosotros Nos
- Banat ElA Soy
- Ya t'addi, Ya T-haddi[2][3][4]

### Séries
- Shaqet Faisal
- Bein AL Sarayat
- Al Ahd (El Kalam El Mobah)
- El Boyoot Asrar
- Kika Alal Ali
- Elsabaa Wasaya
- Al Walida Basha
- El Zowga El Tanya
- Al Zoga Al Raba'a
- Keed El-Nesa
- Afrah
- Ayoub ramadán 2018
- 7adret el motaham 2aby[5]